# Kakare Ibi
Kakare Ibi je bil štirinajsti faraon Osme egipčanske dinastije, ki je vladala na začetku prvega vmesnega obdobja Egipta. Njegova prestolnica je bil verjetno Memfis in verjetno ni vladal v celem Egiptu. Kakare Ibi je zaradi odkritja njegove majhne piramide v južni Sakari eden od najbolje dokazanih faraonov Osme dinastije.

## Dokazi
Kakare Ibi je dokazan v 56. vnosu Abidoškega seznama kraljev, ki je bil sestavljen med vladanjem Setija I. približno 900 let po koncu prvega vmesnega obdobja. V zadnji Ryholtovi rekonstrukcii Torinskega seznama kraljev, ki je bil tudi sestavljen v ramzeškem obdobju,  je Kakare Ibi omenjen v 10. vrstici 5. kolone seznama. S seznama je razvidno, da je vladal 2 leti 1 mesec in 1 dan. Razen na seznamih je dokazan samo še s svojo piramido v južni Sakari.

## Piramidni kompleks
Kakare Ibi je bil pokopan v majhni piramidi v južni Sakari. Lepsius jo je na svojem pionirskem seznamu piramid oštevilčil z XL. Piramido je v letih 1929-1931 izkopal švicarski egiptolog  Gustave Jéquier.
Ibijeva piramida je zadnja v Sakari zgrajena piramida.  Stoji severovzhodno od Šepseskafove piramide blizu pristopne poti piramide Pepija II. Načrt, izmere in okrasje so zelo podobni tistim v piramidah kraljic Pepija II. iz Starega kraljestva, zato se je sprva domnevalo, da je pripadala kraljici Anknespepi IV. (ˁnḫ-n=s ppj,  Pepi živi zanjo), ženi Pepija II. Ob piramidi je majhna kapela, v kateri so prakticirali njegov pogrebni kult. Arheologi niso odkrili nobene sledov niti pristopne poti niti dolinskega templja, zato morda sploh nista obstajala.

### Piramida
Ibijeva piramida  ni orientirana po nobeni glavni smeri neba. Njena osnovnica je merila 31,5 m, Visoka je bila 21 m, naklon stranic pa je meril  53°7′.  Jedro piramide je bilo iz blokov  apnenca lokalnega porekla. Na nekaj ohranjenih blokih so napisi, pisani z rdečim črnilom, ki omenjajo predstojnika Libijcev. Njihov pomen ni jasen. Zgleda, da je bilo zgrajeno samo jedro piramide, obloga pa ne.

### Notranjost
Na severni strani piramide je osem metrov dolg prehod z naklonom 25°, ki vodi do velikih granitnih dvižnih vrat, za katerimi je faraonova pogrebna soba. Na stenah koridorja in sobe so zadnja znana piramidna besedila. Jéquier jih je ocenil kot zelo povprečna.  Strop pogrebne sobe je raven in poslikan z zvezdami. Narejen je verjetno iz enega samega bloka turskega apnenca. Vhod v piramido je zdaj zavarovan z blokom betona.
Na zahodni strani pogrebne sobe so lažna vrata in velik granitni blok, na katerem je bil faraonov sarkofag. Na vzhodni strani je serdab za kip pokojnikove Ka.

### Kapela
Na vzhodni strani je ob piramidi majhna kapela iz blatnih zidakov, ki je služila kot tempelj kulta pokojnega vladarja. Vhod vanjo je na severni strani. Ob piramidi je bila tudi daritvena dvorana, v kateri je  Jequier odkril kamnit bazen za umivanje in stelo ali lažna vrata, od katere so ostali samo temelji. V kapeli so odkrili tudi pladenj iz alabastra in pogrebno orodje iz obsidiana.
Na južni strani kapele so bili skladiščni prostori.